# Sofijiwka (rejon kalinowski)
Sofijiwka (ukr. Софіївка; pol. hist. Zofiówka) – wieś na Ukrainie w rejonie kalinowskim obwodu winnickiego. W 2001 roku liczyła 314 mieszkańców.

## Pałac
- pałac wybudowany przez Józefa Połchowskiego w 1900 roku w stylu gotyku nadwiślańskiego z czworoboczną dwupiętrową wieżą, ze szkarpami. Józef Połchowski ożenił się z jedną z córek Józefa Rehbindera. Obok pałacu park i stadnina koni rasy arabskiej i angloarabskiej[1][2].